# Edward Thomas John
Edward Thomas John, noto anche con lo pseudonimo di E.T. John (Pontypridd, 14 marzo 1857 – Bletchingley, 16 febbraio 1931), è stato un politico gallese appartenente al Partito Liberale, membro del Parlamento britannico per il collegio elettorale del East Denbighshire dal 1910 al 1918.
Nutrì forti convinzioni pacifiste e radicali, che lo indussero ad unirsi alla fine al Partito Laburista

## Biografia
Nato a Pontypridd da John John, un fabbro costruttore di ancore, e sua moglie Margaret Morgan, studiò presso la locale Wesleyan School e terminati gli studi emigrò a Middlesbrough per trovare lavoro come operaio nell'industria metallurgica, come tanti dei suoi connazionali. La sua carriera nell'industria metallurgica fu fulminante, iniziando come apprendista presso la Bolckow, Vaughan & Co., Ltd, fondata da un altro gallese, William Edwards, della quale divenne in pochi anni direttore. Nel 1881 sposò Margaret Rees, originaria di Pendeulwyn, dalla quale ebbe cinque figli, tre maschi e due femmine.
Di fede metodista calvinista fu molto attivo in campo religioso e divenne una figura di spicco della comunità gallese residente nella regione del Teesside, sviluppando nel frattempo un forte interesse anche in campo prettamente politico, soprattutto in questioni pertinenti la religione e l'educazione. Nel gennaio 1910 abbandonò la direzione dell'industria metallurgica per impegnarsi come parlamentare per il collegio elettorale di East Denbighshire. 

Nell'estate di quello stesso anno, quando la nazione era travagliata dal conflitto tra il governo a guida del liberale David Lloyd George e la Camera dei Lord in merito alla controversa legge fiscale del People's Budget che prevedeva una tassazione senza precedenti sulle proprietà terriere e sulle entrate delle classi più facoltose, John si fece conoscere per le sue istanze in favore dell'autogoverno gallese, tematica passata in secondo piano dopo il fallimento del movimento indipendentista del Cymru Fydd, voluto dallo stesso Lloyd George nel 1896.
Il 5 agosto 1910, John scrisse una lettera pubblica al Manchester Guardian proponendo un governo di stampo federale come soluzione per il problema della questione irlandese e costituì legami con lo Scottish National Committee. Nonostante tutti i suoi sforzi, tuttavia, la questione indipendentista gallese non trovò sufficienti sostenitori nemmeno in patria.
All'alba dello scoppio della prima guerra mondiale, John fu molto critico nei confronti del governo inglese, e fu uno dei quattro parlamentari gallesi liberali ad opporsi alla coscrizione obbligatoria nel 1916. Nell'autunno del 1918 si distaccò dal partito liberale per unirsi ai laburisti, a causa del loro spiccato pacifismo e al loro appoggio alla Lega delle Nazioni.
Dopo la guerra, nella convinzione che il trattato di Versailles e il successo dell'indipendentismo irlandese potessero rendere più vicina la vittoria in favore dell'autogoverno gallese, dal 1919 in poi, in collaborazione con l'indipendentista, scrittore e giornalista, Beriah Gwynfe Evans, appoggiò diverse iniziative politiche. A causa dei disastrosi fallimenti di tutte le sue iniziative politiche e delle sue candidature nelle liste laburiste, si ritirò a vita privata e commise suicidio nella sua casa di Bletchingley (Surrey) il 16 febbraio 1931.